# Tommy Overstreet
Thomas „Tommy“ Cary Overstreet (* 10. September 1937 in Oklahoma City; † 2. November 2015 in Hillsboro, Oregon) war ein US-amerikanischer Country-Sänger, der gelegentlich auch als Songschreiber in Erscheinung trat. Seine größten Erfolge feierte er Anfang der 1970er Jahre mit einer stark vom Pop beeinflussten Country-Musik. Er platzierte von 1969 bis 1986 insgesamt 34 Singles in den Country-Charts von Billboard, elf davon in den Top 10. Am höchsten kam er 1972 mit Ann (Don’t Go Runnin’), ein Platz 2.

## Karriere
Overstreet trat auch häufig in Deutschland auf. 1973 veröffentlichte er mit Etwas Glück gehört dazu sogar eine deutschsprachige Single. Es handelt sich dabei um eine deutsche Version eines seiner größten Hits, Heaven Is My Woman’s Love, 1972 ein Platz drei in den Country-Charts. Diese Aufnahme fügt sich in das Bild „der leichten, ein wenig schlagerhaften Country-Songs“, für die Overstreet bekannt war, ein.
Obwohl er Fremdkompositionen bevorzugte, schrieb Overstreet hin und wieder auch selbst Lieder, die meist als B-Seiten oder Album-Tracks veröffentlicht wurden. Ende der 1970er schrieb er unter anderem für seinen Country-Kollegen Billy Parker drei Lieder, die als Single-A-Seiten zumindest hintere Plätze in den Country-Charts erreichten.
Overstreet starb am 2. November 2015 in seinem Haus in Oregon. Er litt in den letzten Jahren an einer Reihe von nicht offengelegten Krankheiten. Er war ein Cousin von Gene Austin, einer der erfolgreichsten Künstler der 1920er und 1930er Jahre sowie ein Wegbereiter der Crooner.

## Diskografie

### Alben
| Jahr | Titel                                                  | Höchstplatzierung, Gesamtwochen, AuszeichnungChartsChartplatzierungen (Jahr, Titel, Platzierungen, Wochen, Auszeichnungen, Anmerkungen) | Anmerkungen |
| Jahr | Titel                                                  | Country | Anmerkungen |
| ---- | ------------------------------------------------------ | --- | ----------- |
| 1971 | Gwen (Congratulations)                                 | Country33 (12 Wo.)Country |             |
| 1972 | This Is Tommy Overstreet                               | Country22 (12 Wo.)Country |             |
| 1972 | Heaven Is My Woman’s Love                              | Country9 (17 Wo.)Country |             |
| 1973 | My Friends Call Me T.O.                                | Country23 (15 Wo.)Country |             |
| 1974 | Woman, Your Name Is My Song                            | Country41 (10 Wo.)Country |             |
| 1975 | I’m a Believer                                         | Country38 (5 Wo.)Country |             |
| 1975 | Greatest Hits Vol. One                                 | Country18 (7 Wo.)Country |             |
| 1975 | The Tommy Overstreet Show Live from the Silver Slipper | Country36 (6 Wo.)Country |             |
| 1976 | Turn On to Tommy Overstreet                            | Country46 (4 Wo.)Country |             |
| 1977 | Vintage ’77                                            | Country26 (10 Wo.)Country |             |
| 1977 | Hangin’ ’Round                                         | Country44 (3 Wo.)Country |             |

Weitere Alben
- 1978: Better Me
- 1979: I’ll Never Let You Down
- 1980: The Real Tommy Overstreet
- 1982: The Best of Tommy Overstreet
- 1982: Dream Maker
- 1983: Good Lovin’ Feelin’

### Singles
| Jahr | Titel Album                                                                        | Höchstplatzierung, Gesamtwochen, AuszeichnungChartsChartplatzierungen (Jahr, Titel, Album, Platzierungen, Wochen, Auszeichnungen, Anmerkungen) | Anmerkungen               |
| Jahr | Titel Album                                                                        | Country | Anmerkungen               |
| ---- | ---------------------------------------------------------------------------------- | --- | ------------------------- |
| 1969 | Rocking a Memory (That Won’t Go to Sleep) –                                        | Country73 (2 Wo.)Country |                           |
| 1971 | If You’re Looking for a Fool Gwen (Congratulations)                                | Country56 (7 Wo.)Country |                           |
| 1971 | Gwen (Congratulations)                                                             | Country5 (16 Wo.)Country |                           |
| 1971 | I Don’t Know You (Anymore) Gwen (Congratulations)                                  | Country5 (16 Wo.)Country |                           |
| 1972 | Ann (Don’t Go Runnin’) This Is Tommy Overstreet                                    | Country2 (16 Wo.)Country |                           |
| 1972 | A Seed Before the Rose Heaven Is My Woman’s Love                                   | Country16 (14 Wo.)Country |                           |
| 1972 | Heaven Is My Woman’s Love                                                          | Country3 (18 Wo.)Country |                           |
| 1973 | Send Me No Roses My Friends Call Me T.O.                                           | Country7 (15 Wo.)Country |                           |
| 1973 | I’ll Never Break These Chains My Friends Call Me T.O.                              | Country7 (17 Wo.)Country |                           |
| 1974 | (Jeannie Marie) You Were a Lady Woman, Your Name Is My Song                        | Country3 (16 Wo.)Country |                           |
| 1974 | If I Miss You Again Tonight I’m a Believer                                         | Country8 (16 Wo.)Country |                           |
| 1975 | I’m a Believer                                                                     | Country9 (16 Wo.)Country |                           |
| 1975 | That’s When My Woman Begins The Tommy Overstreet Show Live from the Silver Slipper | Country6 (16 Wo.)Country |                           |
| 1975 | From Woman to Woman –                                                              | Country16 (12 Wo.)Country |                           |
| 1976 | Here Comes That Girl Again Turn On to Tommy Overstreet                             | Country15 (13 Wo.)Country |                           |
| 1976 | Young Girl Turn On to Tommy Overstreet                                             | Country29 (11 Wo.)Country |                           |
| 1977 | If Love Was a Bottle of Wine Vintage ’77                                           | Country11 (15 Wo.)Country |                           |
| 1977 | Don’t Go City Girl On Me Vintage ’77                                               | Country5 (14 Wo.)Country |                           |
| 1977 | This Time I’m in It for the Love Hangin’ ’Round                                    | Country20 (12 Wo.)Country |                           |
| 1978 | Yes Ma’am Hangin’ ’Round                                                           | Country12 (12 Wo.)Country |                           |
| 1978 | Better Me                                                                          | Country20 (12 Wo.)Country |                           |
| 1978 | Fadin’ In, Fadin’ Out Better Me                                                    | Country11 (12 Wo.)Country |                           |
| 1979 | Tears (There’s Nowhere Else to Hide) –                                             | Country91 (3 Wo.)Country | mit The Nashville Express |
| 1979 | Cheater's Kit Better Me                                                            | Country45 (7 Wo.)Country |                           |
| 1979 | I’ll Never Let You Down                                                            | Country27 (11 Wo.)Country |                           |
| 1979 | What More Could a Man Need The Real Tommy Overstreet                               | Country23 (10 Wo.)Country |                           |
| 1979 | Fadin’ Renegade The Real Tommy Overstreet                                          | Country36 (11 Wo.)Country |                           |
| 1980 | Down in the Quarter The Real Tommy Overstreet                                      | Country41 (9 Wo.)Country |                           |
| 1980 | Sue The Best of Tommy Overstreet                                                   | Country47 (7 Wo.)Country |                           |
| 1980 | Me and the Boys in the Band The Best of Tommy Overstreet                           | Country72 (5 Wo.)Country |                           |
| 1983 | Dream Maker                                                                        | Country69 (7 Wo.)Country |                           |
| 1983 | Heart of Dixie Dream Maker                                                         | Country84 (3 Wo.)Country |                           |
| 1984 | I Still Love Your Body –                                                           | Country87 (3 Wo.)Country |                           |
| 1986 | Next to You –                                                                      | Country74 (5 Wo.)Country |                           |

Weitere Singles
- 1968: Every Day I Fall More in Love with You
- 1969: Watching the Trains Go By
- 1969: Games People Play
- 1970: Painted by the Wine
- 1970: Good Day Sunshine